# Курінні станиці Чорноморського козацького війська
Курінні станиці Чорноморського козацького війська — адміністративно-територіальні одиниці в Чорноморському козачому війську за часів Російської імперії.

## Історія
1792 російська імператриця Катерина II на відзнаку заслуг Чорноморського козацького війська в російсько-турецькій війні 1787—1791 років підписала Жалувану грамоту Чорноморському козацькому війську, згідно з якою козакам для заселення виділялися землі на Кубані. Перед цим козаки були тимчасово оселені на території між Південним Бугом і Дністром. Перші козацькі загони прибули на півострів Тамань Чорним морем на весельно-вітрильній флотилії у серпні 1792 року. Висадилися на пристані поблизу фортеці, яку охороняв російський Кубанський корпус. Восени цього ж року на Кубань під проводом кошового отамана З. Чепіги суходолом (в обхід Азовського моря) прийшли 3 кінні і 2 піші п'ятисотенні полки, сімейні козаки і військовий обоз. Заселення земель (колишніх володінь Кримського ханату) почалося весною 1793 року. Козаки зайняли північно-західну частину Прикубання, що згодом отримала назву Чорноморія.
Спочатку вони намагалися відтворити тут забудову останньої Запорозької Січі. Неподалік заплави р. Кубань заклали головне укріплення на зразок Запорозької Січі у формі чотирикутника, яке було назване на честь російської імператриці Єкатеринодаром (нині м. Краснодар).
Однак врешті умови розселення були визначені «Порядком общей пользы» — документом про основні засади управління військом, про землекористування і розселення, який після тривалої розробки був підписаний 1 січня 1794 кошовим отаманом З.Чепігою, військовим суддею А.Головатим і військовим писарем Т.Котляревським. Згідно з жеребкуванням, козаки розташувалися 40 куренями (див. Курені запорозькі) на заздалегідь визначених місцях — уздовж степових річок, урочищ та по лінії тогочасного кордону Російської імперії — по північному берегу р. Кубань.
За приписом Військового уряду куренні поселення повинні були забудовуватися за єдиним загальним планом — із прямими і широкими вулицями, з центральною площею, посередині якої мала стояти церква. Спочатку такі поселення не мали укріплень, однак потім їх почали обкопувати неглибокими ровами, уздовж яких насипали вали та встановлювали частокіл, або обносити двома рядами тину, проміжок між якими наповнювали землею, ворота охоронялися караулом. У поселеннях зводилися землянки й мазанки.
1842, згідно з Положенням про Чорноморське козацьке військо, курені в Чорноморії набули статусу станиць.
За роки радянської влади частина курінних станиць втратила свої січові назви. Станиця Уманська була перейменована в Ленінградську, Полтавська — у Красноармійську, Поповичевська — у Калінінську. У 1990-х роках окремим станицям повернуто їх старі назви.

## Курені
38 куренів зберегли старі назви Запорозької Січі (з часом дещо видозмінені): Батуринський, Брюховецький, Васюринський, Величківський, Вищестебліївський, Дерев'янківський, Джереліївський, Дінський, Дядьківський, Іванівський, Іркліївський, Калниболотський, Канєвський, Кисляківський, Конеловський, Корєновський, Корсунський, Крилівський, Кущевський, Леушківський, Медведівський, Менський, Мишастівський, Незамаївський, Нижчестебліївський, Пашківський, Переяславський, Пластунівський, Платніровський, Полтавський, Поповичевський, Рогіївський, Сергіївський, Тимашевський, Титарівський, Уманський, Шкуринський і Щербинівський.
2 нові курені дістали назви — Березанський на честь перемоги чорноморців при захопленні турецької фортеці на о-ві Березань (див. також Березанської фортеці штурм 1788) і Єкатериновський на честь імп. Катерини II.